# Grön blombock
Grön blombock (Lepturobosca virens) är en skalbagge i  familjen långhorningar. Den är den enda arten i sitt släkte, Lepturobosca, och är knuten till barrskogar med tall och gran, då larven främst utvecklas i död ved av dessa trädslag.

## Kännetecken
Grön blombock blir 14-22 millimeter lång. Den är svart med tät grönaktig behåring, därav dess namn. Antennerna är långa, men inte längre än skalbaggens kropp. Hanen har längre antenner än honan, de når fällda bakåt åtminstone över två tredjedelar av täckvingarna, nästan fram till spetsen, medan honans antenner når över något mer än halva täckvingarna. De enskilda antennsegmenten har gulaktig bas medan den yttre delen, och därmed antennens spets, är svart.

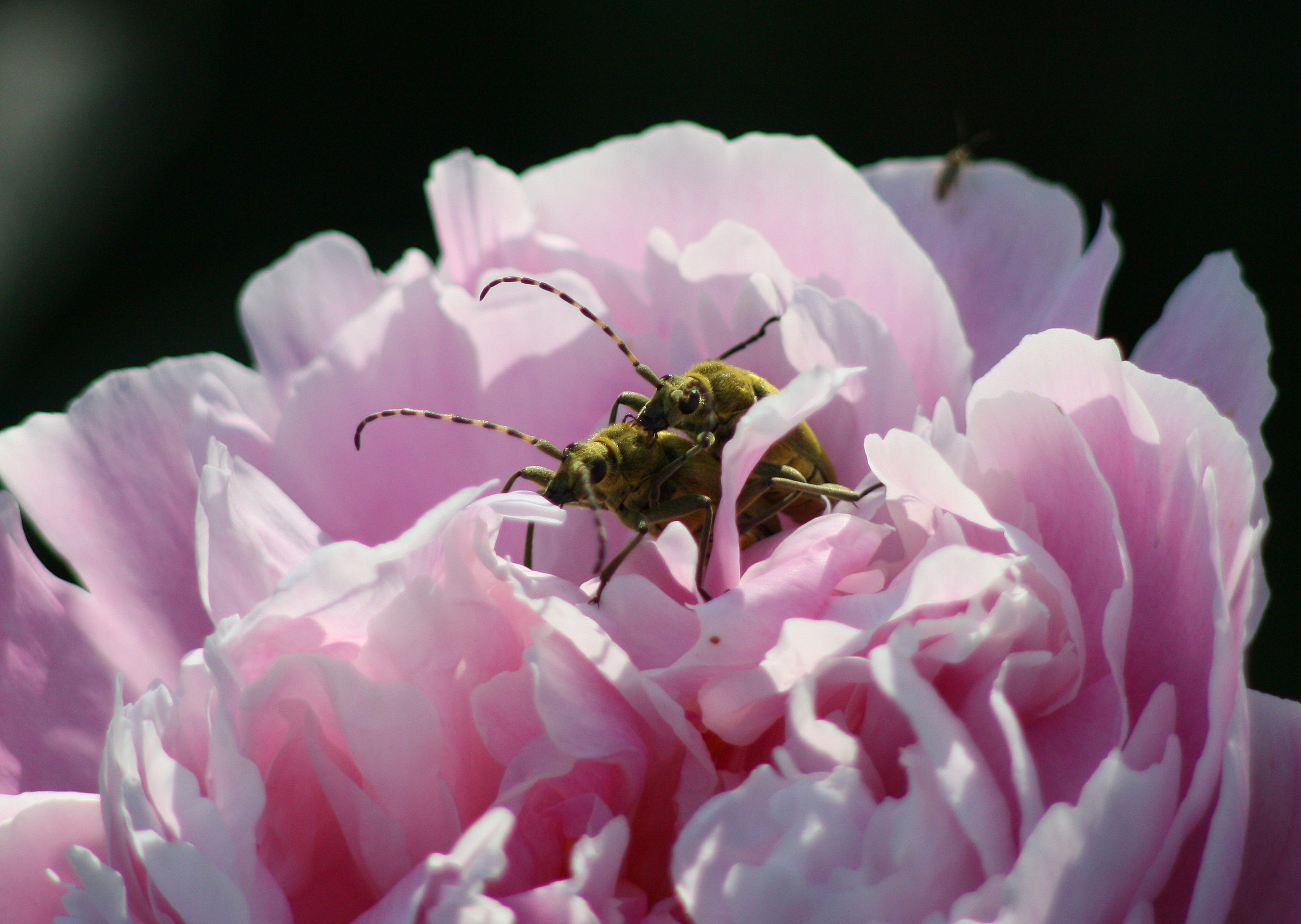
Två gröna blombockar som parar sig.

Den gröna blombockens larv når en längd på upp till 30 millimeter som färdigvuxen. Till utseendet är den vit med kort och ganska tät brunaktig behåring. Huvudet är gulaktigt. Larven har tre par synliga ben.

## Utbredning
Grön blombock förekommer främst i den nordliga barrskogsregionen. Den förekommer lokalt i barrskogar i Skandinavien, utom i Danmark där den saknas. I Finland är den utbredd över en större del av landet. Arten förekommer i Europa därtill i Alperna och Pyrenéerna och i barrskogar i Östeuropa. Österut sträcker sig dess förekomst till Sibirien och norra Kina.
I Sverige kan arten vara vanlig lokalt i den norra delen av landet, och den är inte rödlistad, men som helhet är det sannolikt att den minskar eftersom tillgången på död ved i skogarna minskar.

## Levnadssätt
Grön blombock lever som larv i veden på gamla, döda och grova omkullfallna tallar och granar. Mer sällsynt lever larven i död ved av björk. Det tar troligen tre år tills larven är färdigvuxen. Förpuppningen sker tidigt i juni. De fullbildade skalbaggarna kommer fram i slutet av juni och kan ses under hela juli. Som artens namn antyder hör den gröna blombocken till de långhorningar som besöker blommor. Arten lockas främst av vita blommor, som prästkrage, röllika, strätta och älggräs, men även av hallon och mjölkört. 